# Meresanch IV.
Meresanch IV. war eine Königin der altägyptischen 5. Dynastie.

## Herkunft und Familie
Die Abstammung Meresanchs ist unbekannt. Auch ihr Gemahl lässt sich nicht sicher bestimmen. Da sie gemäß der Architektur ihres Grabes am Ende der 5. Dynastie gelebt haben muss, wurden sowohl Menkauhor als auch Djedkare in Betracht gezogen. Menkauhor ist hierbei wahrscheinlicher, da ihr Grab in der Nähe von dessen Pyramidenanlage errichtet wurde. Bei zwei ebenfalls in der Nähe bestatteten Prinzen namens Kaemtjenent und Raemka könnte es sich um Söhne von Menkauhor und Meresanch IV. handeln, aber auch hierfür gibt es außer der Datierung und der Position ihrer Gräber keine weiteren Belege.

## Titel
Meresanch trug folgende Titel: Große Favoritin, Königsgemahlin (Ḥm.t-njswt = Hemet-nisut), Mit großer Wertschätzung, Die den Horus und Seth schaut, Gottesdienerin des Thot, Gottesdienerin des Tjaisepef, Direktorin der Schlachter im Akazienhaus, Genossin des Horus, Freundin des Horus, Gefährtin des Geliebten der beiden Herrinnen.

## Grabstätte

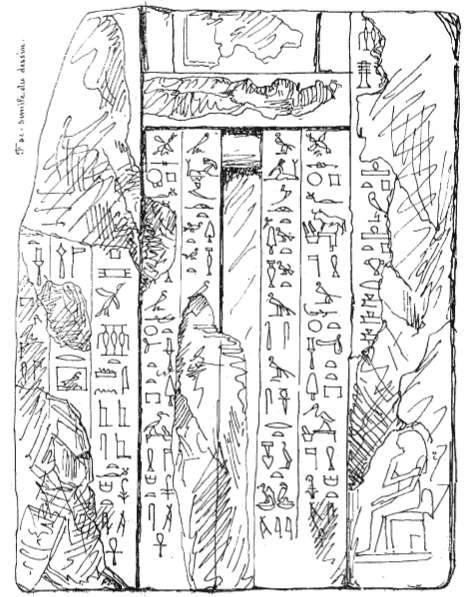
Scheintür Meresanchs IV. aus Mastaba 82 in Sakkara

Meresanch IV. wurde in der Mastaba 82 (D 5, S 208) im Norden von Sakkara beigesetzt. Die Grabkapelle der Mastaba besteht nur aus einem Raum. An der Südwand sind Reste von Bemalung in zwei Registern erhalten. Abgebildet sind Harfner sowie singende und tanzende Frauen. An der Westwand ist eine Scheintür, die Name und Titel von Meresanch nennt.